# Йозеф Август Мікуш
Йозеф Август Мікуш (словац. Jozef August Mikuš; * 3 липня 1909, Кріва — † 19 травня 2005, Кріва)  — словацький юрист, дипломат, видатний еміграційний діяч.

## Біографія
Уже під час навчання в гімназії Йозеф Август Мікуш проявив свій талант, працюючи у кількох нових католицьких журналах. Закінчив навчання на юридичному факультеті університету в Братиславі в католицькій школі-інтернаті Сворадов. На деякий часпоїхав на навчання до Франції. Вже тоді він вільно володів кількома мовами. Після школи вступив на дипломатичну службу Чехословаччини. Починав у Міністерстві закордонних справ у Празі. Свої знання з функціонування великої політики в Празі передав своїм друзям у Сворадові в багатьох лекціях і статтях. Після створення незалежної Словацької Республіки 14 березня 1939 року Йозеф Мікуш почав працювати в посольстві в Римі . Тут він дуже зблизився з тодішнім послом у Ватикані Каролем Сидором. У Римі він мав певні проблеми через своє тверде ставлення до фашизму, тому його перевели до Іспанії. Тут він працював тимчасовим повіреним у справах до 1944 року. У березні 1944 року почав працювати в службах СНР у Братиславі.
Після закінчення Другої світової війни брав участь в ініціативах на підтримку демократичного політичного розвитку в Словаччині. За цю діяльність, а також за роботу на дипломатичній службі його кілька разів заарештовували комуністи, тому він вирішив емігрувати. Після драматичної втечі через Будапешт, Відень і Париж він нарешті оселився в США зі своєю дружиною-француженкою Рене, де отримав громадянство.
Став професором європейської історії та міжнародних відносин в Університеті Сент-Джона в Квінсі (Нью-Йорк) і колдежі Джорджіан-Корт у Лейквуді (Нью-Джерсі). Крім цієї діяльності він видав 16 книг. У кількох із них автор торкається історії Словаччини в європейському контексті, філософії, дипломатії. Брав значну участь у словацькому еміграційному житті, зокрема брав участь у заснуванні Світового конгресу словаків, писав для кількох словацьких газет і журналів.
У листопаді 1989 року з ентузіазмом вітав М'яку революцію та падіння комунізму в Чехословаччині. Після смерті дружини Рене вирішив у віці майже дев’яноста років повернутися на батьківщину Кріви. У 2002 році тут його зустрів прем'єр-міністр Мікулаш Дзурінда.

## Добірка з публікацій
- «Спогади словацького дипломата»
- «La Slovaquie dans le dramme de l'Europe» (Словаччина в драмі Європи)
- «Slovakia – A Political and Constitutional History with Documents» (Політична та конституційна історія Словаччини з документами).
- «А що після залякування?»

## Нагороди
- Орден Ізабелли Католицької, нагороджений Королівством Іспанія
- Хрест Прібіни 1-го ступеня за довічну працю на ниві боротьби словаків за національну незалежність[4][5]